# Барнато, Барни
Барни Барнато (англ. Barney Barnato; 21 февраля 1851, Лондон — 14 июня 1897, открытое море около о. Мадейра) — предприниматель, владелец шахт в ЮАР, сделавший состояние во время золотой и бриллиантовой лихорадки в конце XIX века.

## Биография
Рождён под именем Барнетт Айзекс (Barnett Isaacs) в лондонском Ист-Энде, сын торговца поношенной одеждой. Вместе со своим братом выступал как актёр в дешёвых постановках, затем как боксёр, вместе с ним уехал в Южную Африку в 1873 году, где обосновался в Кимберли и сменил ряд профессий: шахтёра, перекупщика алмазов и спекулянта, и, в конце концов, стал владельцем большого количества шахт. В ходе создания бизнес-империи его интересы столкнулись с интересами Сесиля Родса, однако, в конце концов, они заключили соглашение о слиянии в 1888 г. Барни Барнато стал пожизненным президентом корпорации De Beers.
С 1889 по 1897 он был депутатом парламента Капской провинции от Кимберли. После открытия золотых залежей он переселился в Йоханнесбург и основал предприятие Johannesburg Consolidated Investment в 1889 г. Погиб при странных обстоятельствах во время плавания близ о. Мадейра — его тело было найдено в море, что было расценено как самоубийство. Его имущество было оценено в 1 000 000 фунтов стерлингов.

### Семья
Был женат на Фанни Кристине Бис (Fanny Christina Bees), в браке родилось трое детей: Вулф Барнато, известный автогонщик (1895—1948), Айзек «Джек» Генри Вулф Барнато (1894—1918) и дочь Лия Примроуз Барнато (ум. 1933). Дочь Вулфа, Диана Барнато Уокер, в свою очередь, стала известной лётчицей.